# Notre-Dame-d'Estrées
Notre-Dame-d'Estrées is een voormalige gemeente in het Franse departement Calvados in de regio Normandië en telt 133 inwoners (2004). De plaats maakt deel uit van het arrondissement Lisieux.
Tot 1 januari 2015 was Notre-Dame-d'Estrées een zelfstandige gemeente. Op die datum werd het met Corbon samengevoegd tot de nieuwe fusiegemeente Notre-Dame-d'Estrées-Corbon.

## Geografie
De oppervlakte van Notre-Dame-d'Estrées bedraagt 7,4 km², de bevolkingsdichtheid is 18,0 inwoners per km².
De onderstaande kaart toont de ligging van Notre-Dame-d'Estrées met de belangrijkste infrastructuur en aangrenzende gemeenten.

## Demografie
Onderstaande figuur toont het verloop van het inwonertal (bron: INSEE-tellingen).
Vanwege een beveiligingsprobleem met de MediaWiki Graph-software is het momenteel niet mogelijk deze grafiek weer te geven. Zodra de software is bijgewerkt zal de grafiek vanzelf weer zichtbaar worden.